# Мальмгрен, Андерс Юхан
Андерс Юхан Мальмгрен (21 ноября 1834, Каяани, Улеаборгская губерния — 14 апреля 1897, Гельсингфорс) — финский учёный-зоолог, педагог, профессор зоологии университета в Гельсингфорсе,
государственный деятель Великого княжества Финляндского, Российской империи. Улеаборгский губернатор (1889).

## Биография
Сын фармацевта.
В 1854 году окончил Императорский Александровский университет в Гельсингфорсе. В 1860 году стал магистром, в 1864 году — доктором философии (докторская диссертация Kritisk öfversikt af Finlands fiskar), с 1869 года — экстраординарный профессор зоологии университета в Гельсингфорсе.
В 1865 и 1877 годах исполнял обязанности комиссара по рыболовству. Как комиссар по рыболовству Мальмгрен предпринял много важных мероприятий. В 1869—1870 годах он опубликовал «Сборник документов и правил, касающихся финского рыболовства», в виде пяти буклетов, а затем — шестого, в 1869 году начал издавать «Журнал о рыбной промышленности и сельском хозяйстве». Кроме того, он с энтузиазмом работал над совершенствованием рыбного промысла, особенно лососевых рыб, защитой и охраной ценных видов рыб в финских водах, в частности в Северной Остроботнии. Часто привлекался правительством для работы в специальных комитетах (включая школьный комитет в 1879 году). В 1882 и 1885 годах был членом Императорского финляндского сената.
Осуществил несколько научных экспедиций, особенно в северных широтах, к Белому морю (1856), на Шпицберген, Финнмаркен, участвовал в первых трёх шведских экспедициях 1861, 1864 и 1868 годов на Шпицберген. Его самые важные научные работы касались фауны и флоры бореального региона, наиболее выдающимися из которых являются «Nordiska hafsannulaterna» (1865) и «Om Spetsbergens, Grönlands, Islands och Skandinaviska halföns hittills kända Annulata polychaeta» (1867).
В 1889 году — губернатор Улеаборгской губернии. Во время своего правления ввёл финский язык в качестве официального.
Мальмгрен был одним из двадцати иностранных членов Британского союза орнитологов.
Автор ряда таксонов, в частности — Coregonus widegreni.